# Molophilus barina
Molophilus barina là một loài ruồi trong họ Limoniidae. Chúng phân bố ở miền Australasia.